# Stigmella guittonae
Stigmella guittonae là một loài bướm đêm thuộc họ Nepticulidae. Nó được tìm thấy ở Argentina.
Ấu trùng ăn Senecio bonariensis và Jussiaea longifolia. Chúng có thể ăn lá nơi chúng làm tổ.